# 米津站
米津站（日语：／ Yonezu eki */?）是位於愛知縣西尾市米津町櫻道，名古屋鐵道（名鐵）的西尾線車站。車站編號為GN12。為急行停車站。

## 歷史
- 1926年（大正15年）7月1日 - 碧海電氣鐵道線（日语：碧海電気鉄道）今村站（現時為新安城站）至此站之間開通，此站啟用。
- 1985年（昭和60年）2月16日 - 成為無人車站[1]。
- 2007年（平成19年）11月14日 - 車站可以使用交通儲值卡「Trans Pass（日语：トランパス (交通プリペイドカード)）」。同時引入車站集中管理系統（日语：駅集中管理システム）。
- 2008年（平成20年）6月29日 - 特急不再停此站，降級為快速急行停車站（現時為急行停車站。同時自動售票機不再發售μ-Ticket（日语：ミューチケット））。
- 2011年（平成23年）2月11日 - 車站可以使用「manaca」IC卡。
- 2012年（平成24年）2月29日 - 交通儲值卡「Trans Pass」的服務終止，此站也不可使用其儲值卡。

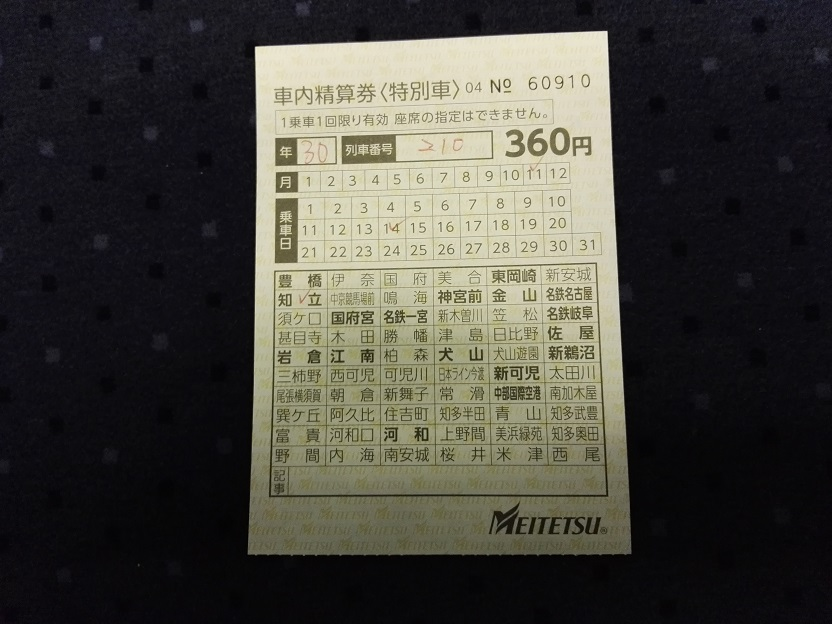
在車內補票<特別車>中還有記載米津站

## 車站構造
車站是一座地面車站，設有2面2線的相對式月台，可進行列車交會和容納4卡車廂（但是6卡編成列車可在此站列車交會，現時時間表沒有6卡編成列車停站）。在兩月台之間設有站內平交道連接。車站為引入車站集中管理系統的無人車站（由西尾站管理），可使用manaca。
在2008年（平成20年）6月29日時間表修正中，特急開始通過此站。車站設在半俓為400米的彎位。在1號月台上設有閉路電視與以及乘務員支援裝置。
| 月台 | 路線   | 上下行 | 方向                   |
| ---- | ------ | ------ | ---------------------- |
| 1    | 西尾線 | 上行   | 新安城、名鐵名古屋方向 |
| 2    | 西尾線 | 下行   | 西尾、吉良吉田方向     |

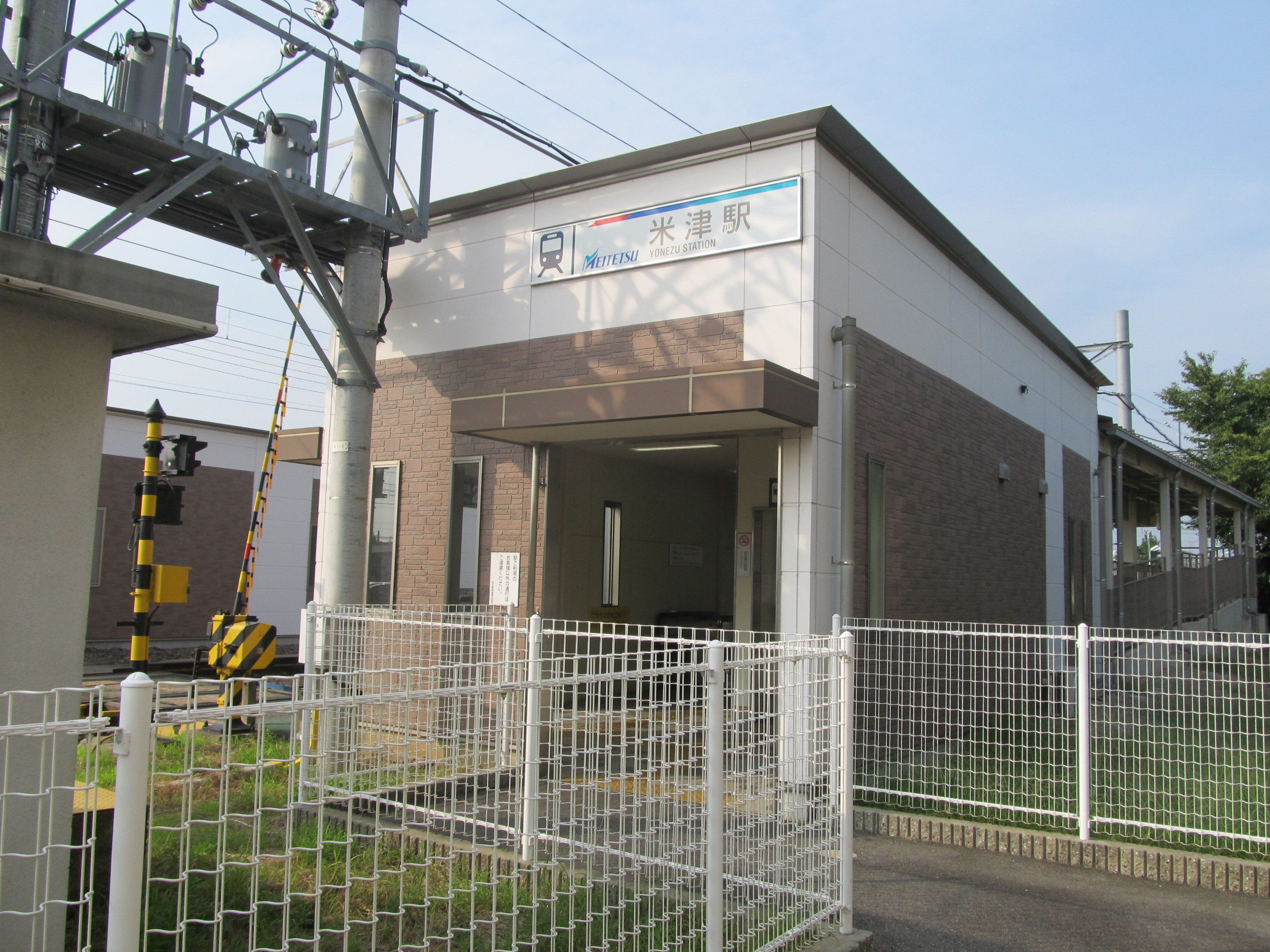
西尾方向的車站大樓
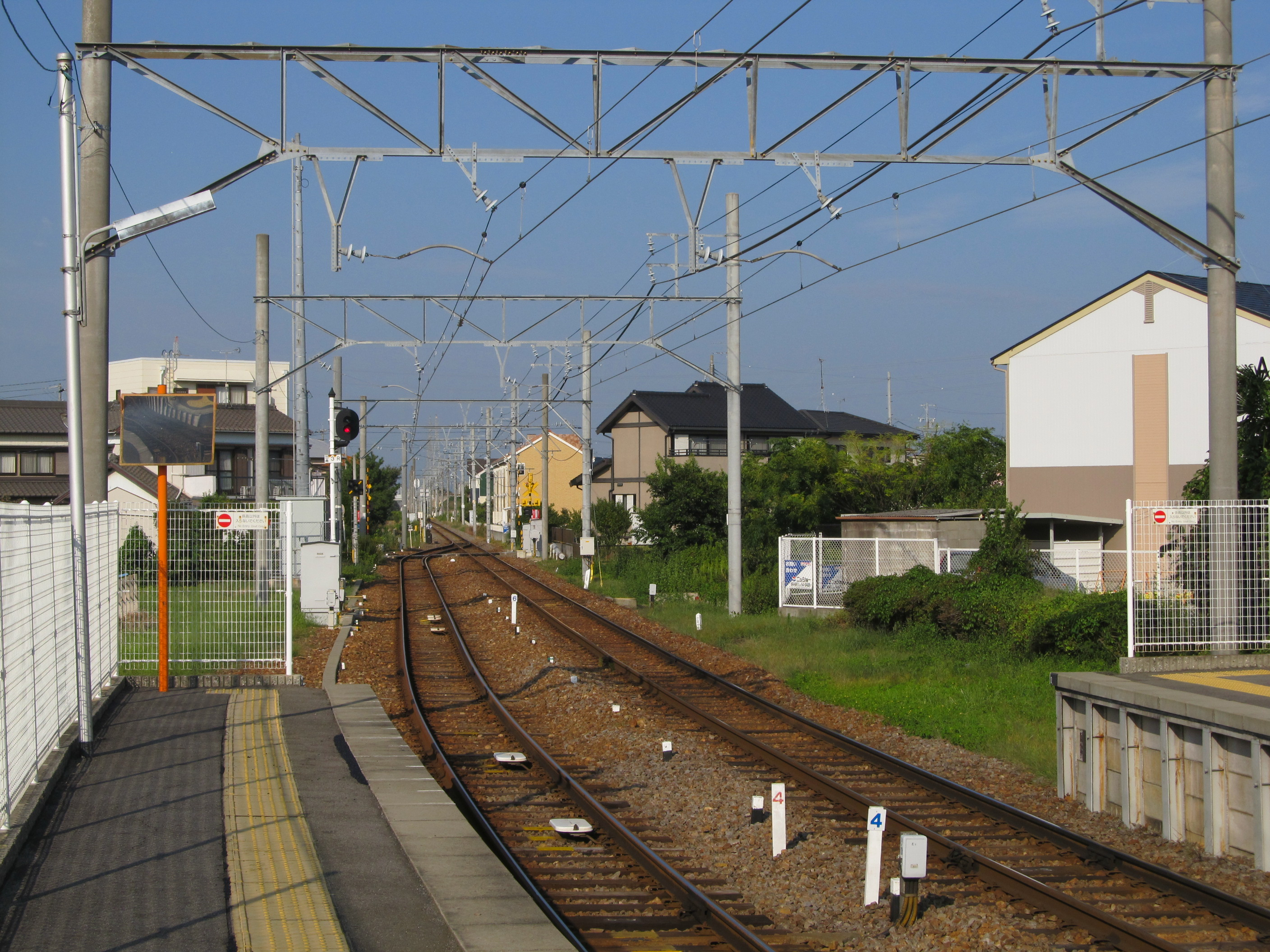
在月台外的6卡停車位置牌
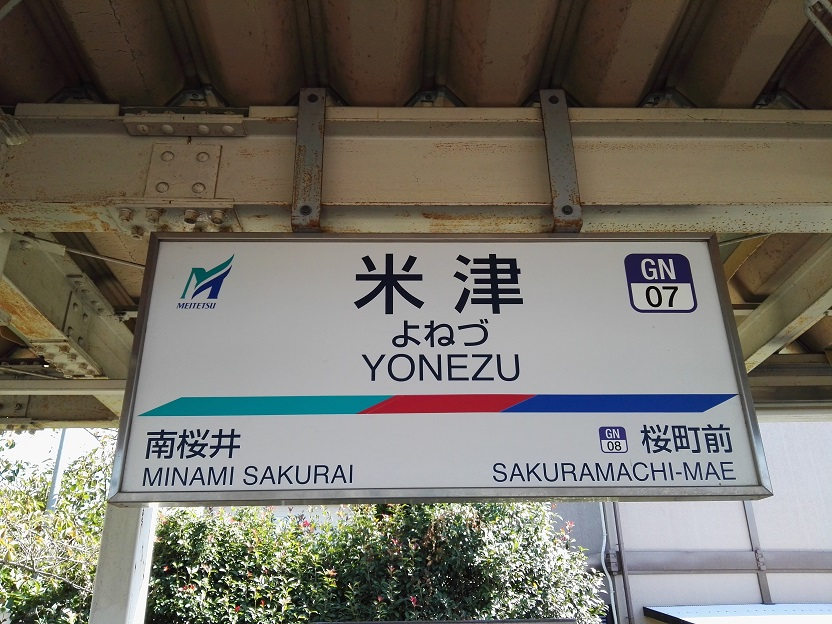
站名牌

### 配線圖
| ← 新安城、 名古屋方向 | 米津站 站內配線略圖 | → 西尾、 吉良吉田方向 |
| 图例 参考文献：       |                     |                       |

## 使用狀況
- 在中提及在2013年度，當時1日平均上下車人次為1,612人，為名鐵所有車站（275站）排名第189，西尾線、蒲郡線（23站）中排名第9[4]。
- 在中提及在1992年度，當時1日平均上下車人次為1,471人，為除岐阜市內線均一車費區間內各站（岐阜市內線、田神線、美濃町線徹明町站至琴塚站之間）外名鐵所有車站（342站）中排名第194，西尾線、蒲郡線（24站）排名第9[5]。
- 在中提及在2010年度1日平均乘車人次為741人[6]。
- 以下為近年1日平均乘車人次的列表：

| 年度   | 1日平均 乘車人次 |
| ------ | ---------------- |
| 2006年 | 612              |
| 2007年 | 680              |
| 2008年 | 761              |
| 2009年 | 706              |
| 2010年 | 741              |

## 車站周邊
- 西尾市立米津小學（日语：西尾市立米津小学校）
- 西尾市立米津幼兒園
- JA西三河（日语：西三河農業協同組合）米中分店
- 西尾信用金庫（日语：西尾信用金庫）米津分店
- 米津橋梁（日语：米津橋梁）（矢作川）：此站與橋梁之間設有此站最大坡道，達33.3‰。
- 愛知縣道12號豐田一色線（日语：愛知県道12号豊田一色線）
- 愛知縣道44號岡崎西尾線（日语：愛知県道44号岡崎西尾線）
- 碧南市野錢町

### 巴士路線
- 六萬石Kururin巴士（日语：六万石くるりんバス）

在西尾市營運的社區巴士

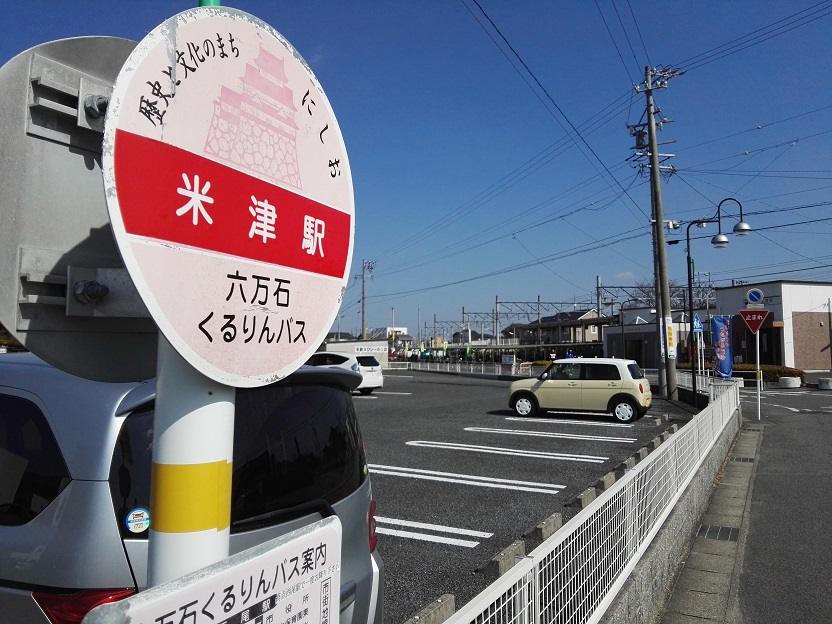
巴士站

## 相鄰車站
名古屋鐵道
 西尾線
■特急
通過
■急行、■普通
南櫻井（GN06）－米津（GN07）－櫻町前（GN08）

## 外部連結
- 米津 - 名古屋鐵道